# 范晓光
范晓光（1945年—），湖北阳新人，中国人民解放军将领、中国人民解放军中将。 
2005年，授予中国人民解放军中将，曾任成都军区副司令员。 
2008年，当选第十一届全国政协委员，代表特别邀请人士，分入第五十五组。

## 家族
- 父亲：王平：开国上将，曾任总后勤部政委